# Barragem de Monte Novo
A Barragem de Monte Novo está implantada sobre o rio Degebe localizando-se no município de Évora, distrito de Évora, Portugal.

## Barragem
É uma barragem de gravidade em betão com uma altura de 30 m acima da fundação (28 m acima do terreno natural) e um comprimento de coroamento de 160 m. O volume de betão é de 32.270 m³. Possui uma capacidade de descarga máxima de 11,7 (descarga de fundo) + 609 (descarregador de cheias) m³/s.

## Albufeira
A albufeira da barragem apresenta uma superfície inundável ao NPA (Nível Pleno de Armazenamento) de 2,77 km² e tem uma capacidade total de 15,28 Mio. m³ (capacidade útil de 14,78 Mio. m³). As cotas de água na albufeira são: NPA de 196 metros, e NMC (Nível Máximo de Cheia) de 196,8 metros.

## História
A barragem foi projectada em 1976 e entrou em funcionamento em 1982.
Em 11 de Março de 2025, a rádio Diana FM noticiou que a Agência Portuguesa do Ambiente tinha sido colocada em situação de alerta amarelo, por os circuitos hidráulicos da barragem estarem avariados, estando então aberta a descarga de fundo. Desta forma, tanto a população residente como os proprietários dos terrenos perto do Rio Degebe foram alertados sobre a subida do caudal do rio. No dia 13 de Março, aquela estação de rádio reportou que o presidente da Concelhia de Évora do Partido Social Democrata, Henrique Sim-Sim, tinha pedido esclarecimentos à Agência Portuguesa do Ambiente sobre a avaria nas comportas, e recordou que no passado já tinham sido feitas várias queixas sobre as condições de funcionamento dos descarregadores. De acordo com o presidente da Câmara de Évora, Carlos Pinto de Sá, os problemas mecânicos já eram conhecidos há cerca de um ano, e criticou a Agência Portuguesa do Ambiente por não ter procedido à realização das obras de reparação.